# Золоев, Казбек Дзастемурович
Золоев Казбек Дзастемурович (осет. Золойти Дзастемури фурт Казбек; род. 2 октября 1963, с. Дур-Дур, Дигорский район, Северо-Осетинская АССР) — заслуженный тренер России. Заслуженный мастер спорта России. Заслуженный работник физической культуры Российской Федерации. Девятикратный чемпион мира по армрестлингу. Мастер спорта СССР по тяжёлой атлетике.

## Биография
Родился 2 октября 1963 года в небольшом североосетинском селении Дур-Дур. Отец — водитель, мать — повар.
По национальности осетин.
В 13 лет начал заниматься в школьной секции волейбола.
В 1979 году, окончив 8 классов с отличием, поступил в Северо-Кавказский строительный техникум. В этом же году начал тренироваться в секции тяжёлой атлетики спортобщества «Трудовые резервы» под руководством тренеров Петра Дзбоева и Виктора Рамонова.
В 1983 году с отличием окончил техникум по специальности «техник-строитель». После чего был призван в ряды Советской армии, где продолжил тренироваться в спортивной роте МО ПВО.
В 1984 году выполнил норматив мастера спорта СССР в г. Рыбинск.
С 1987—1992 гг. учился в СОГУ им. К. Л. Хетагурова на факультете «физического воспитания».
С 1998—2001 гг. получил второе высшее образование на юридическом факультете в СОГУ им. К. Л. Хетагурова.
Семья
Женат, четверо детей.
Старший брат — Золоев Маирбек (1962 г.р.) — заслуженный мастер спорта России и заслуженный тренер России по армрестлингу. Двукратный чемпион мира по армрестлингу.
Племянники:
- Золоев Хаджимурат Маирбекович (1984 г.р.) — самый титулованный армрестлер России. Заслуженный мастер спорта. 14-кратный чемпион мира.
- Золоев Спартак Маирбекович (1986 г.р.) — российский армрестлер. Заслуженный мастер спорта.2-кратный Чемпион мира и Европы.

- Маирбек и Казбек являются внучатыми племянниками известного советского геолога-нефтяника Татаркана Магометовича Золоева.

## Спортивная карьера
10 октября 1992 года стал первым среди европейцев чемпионом мира по армрестлингу по версии организации WWC (World Wristwrestling Championship), проводящей свои чемпионаты до 2002 года в г. Петалума, США. До этого, на протяжении 31 года, профессиональные чемпионаты выигрывали только представители североамериканского континента. В последующие годы принимал участие в чемпионатах мира, организованных другими организациями, и завоёвывал звание чемпиона мира ещё восемь раз.
В 1999 году, выиграв чемпионат мира, проходивший во Владикавказе, объявил о завершении спортивной карьеры в качества спортсмена, но продолжил работу в качестве главного тренера сборной команды России по армрестлингу.
Чемпионаты мира
| Медаль     | Год  | Место проведения    | Весовая категория               | Организация |
| ---------- | ---- | ------------------- | ------------------------------- | ----------- |
| Золото     | 1992 | Петалума, США       | Правая рука, 80 кг              | WWC         |
| Бронза     | 1993 | Эдмонтон, Канада    | Правая рука, 80 кг              | WAF*        |
| Золото     | 1993 | Москва, Россия      | Правая рука, 80 кг              | WWC         |
| Серебро    | 1994 | Сёдертелье, Швеция  | Правая рука, 80 кг              | WAF*        |
| Золото     | 1994 | Сёдертелье, Швеция  | Левая рука, 80 кг               | WAF*        |
| Золото (2) | 1995 | Кампинас, Бразилия  | Левая рука и правая рука, 80 кг | WAF*        |
| Золото (2) | 1996 | Вирджиния-Бич, США  | Левая рука и правая рука, 80 кг | WAF*        |
| Бронза     | 1998 | Гувахати, Индия     | Правая рука, 80 кг              | WAF*        |
| Золото     | 1998 | Каир, Египет        | Левая рука, 80 кг               | WAF**       |
| Золото     | 1999 | Владикавказ, Россия | Правая рука, 80 кг              | WAF**       |
| Серебро    | 1999 | Владикавказ, Россия | Левая рука, 80 кг               | WAF**       |

* — World Armwrestling Federation

** — World Armsport Federation

Чемпионаты Европы
| Медаль  | Год  | Место проведения | Весовая категория  | Организация |
| ------- | ---- | ---------------- | ------------------ | ----------- |
| Золото  | 1995 | Москва, Россия   | Правая рука, 80 кг | EAF         |
| Серебро | 1995 | Москва, Россия   | Левая рука, 90 кг  | EAF         |
| Золото  | 1999 | Сольнок, Венгрия | Левая рука, 80 кг  |             |

Международный турнир «Золотой медведь»
| Медаль  | Год  | Место проведения | Весовая категория  |
| ------- | ---- | ---------------- | ------------------ |
| Золото  | 1993 | Москва, Россия   | Правая рука, 80 кг |
| Золото  | 1994 | Москва, Россия   | Правая рука, 81 кг |
| Серебро | 1994 | Москва, Россия   | Левая рука, 73 кг  |
| Серебро | 1998 | Москва, Россия   | Правая рука, 90 кг |
| Золото  | 1998 | Москва, Россия   | Левая рука, 90 кг  |

## Тренерская деятельность
Со старшим братом Маирбеком Золоевым создали уникальную методику подготовки армрестлеров экстра-класса. Ими же были разработаны и созданы специализированные тренажеры для профессиональных занятий армрестлингом. Впоследствии, эти разработки были тиражированы не только в других регионах России, но и других странах. В период с 1992 по н.в. под руководством братьев Золоевых были подготовлены более 30 чемпионов мира.
Одновременно с сильнейшей командой мира по армрестлингу, Золоев тренировал тяжелоатлетов. Тренерский стаж с 1986 года.
Первым учеником в секции Золоева был 9-летний Алан Цагаев.

## Известные воспитанники (армрестлинг)
Многократные чемпионы мира, Европы и России: Алан Караев, Хаджимурат и Спартак Золоевы, Руслан Кокоев, Тотраз Тамаев, Шамиль Каражаев, Инга Кодзасова, Артур Хадонов, Сергей Кодзасов, Славик Качмазов, Владимир Болотаев, Владимир Лазаров, Дзерасса Балоева, Светлана Якимова и другие.

## Известные воспитанники (тяжёлая атлетика)
- Алан Цагаев (105 кг) — серебряный призёр Олимпийских игр 2000 года в Сиднее, двукратный серебряный призёр чемпионатов мира (2002, 2007), двукратный чемпион Европы (2002, 2004). В 2004 году установил мировой рекорд в толчке — 237 кг.
- Светлана Царукаева (63 кг) — серебряный призёр Олимпийских игр 2012 года в Лондоне, чемпионка мира (2011), серебряный призёр чемпионатов мира (2006, 2007, 2009). В 2011 году установила мировой рекорд в рывке — 117 кг.
- Руслан Албегов (+105 кг) — бронзовый призёр Олимпийских игр 2012 года в Лондоне, двукратный чемпион мира (2013, 2014), двукратный чемпион Европы (2012, 2013).
- Тима Туриева (63 кг) — чемпионка мира (2013), серебряный призёр чемпионата мира (2014), чемпионка Европы (2014).

## Звания и награды
- Заслуженный тренер России (1998 год)
- Заслуженный мастер спорта России по армрестлингу (1995 год)
- Мастер спорта СССР по тяжёлой атлетике (1984 год)
- Заслуженный работник физической культуры и спорта Республики Северная Осетия-Алания (2009 год)
- Заслуженный работник физической культуры и спорта России (2019 год)
- Почётный знак «За развитие физической культуры и спорта России»(2015)                                 Награды
- Медаль ордена «За заслуги перед Отечеством» II степени (2 февраля 2013 года) — За заслуги перед государством и высокие спортивные достижения на XXХ летних Олимпийских играх 2012 года[8]
- Медаль «Во Славу Осетии» (1994, 2012).                     * Медаль «Благодарю» Мос.область. (2012)                  * Медаль «Во славу спорта» Мос.обл (2010).